# جيمس تيليس
جيمس تيليس (بالإنجليزية: James Tillis)‏ مواليد 5 يوليو 1957 في تلسا، أوكلاهوما، الولايات المتحدة، هو ملاكم أمريكي يصنف ضمن فئة الوزن الثقيل.

## إحصائيات
خاض خلال مسيرته 65 نزالا، فاز في 42 وتعادل في 1 وخسر في 22. فاز بالضربة القاضية في 31 نزالا.

## روابط خارجية
- جيمس تيليس على موقع بوكس ريك (الإنجليزية) (registration required)